# Prescot Cables FC
Prescot Cables FC is een Engelse voetbalclub uit Prescot, Merseyside en werd in 1884 gesticht.

## Erelijst
- North West Counties Football League

Winnaar: 2003
Runner-up: 2002
- Cheshire County League Second Division

Winnaar: 1980
- Lancashire Combination

Winnaar: 1957
Runner-up: 1931, 1932, 1933, 1953, 1958, 1959
- Lancashire Combination Second Division

Winnaar: 1952
Runner-up: 1955, 1967
- North West Counties League Cup

Winnaar: 2002
Runner-up: 1999
- Mid Cheshire League Cup

Runner-up: 1978
- Liverpool Senior Cup

Runner-up: 1980
- Liverpool Non-League Senior Cup

Winnaar: 1953, 1959, 1961
Runner-up: 1957
- Liverpool Challenge Cup

Winnaar: 1928, 1929, 1930, 1949, 1962, 1978
- Geore Mahon Cup

Winnaar: 1924, 1927, 1937
- Lancashire Combination Cup

Winnaar: 1939, 1948
Runner-up: 1930
Ashton United ·
Bamber Bridge ·
Basford United ·
Blyth Spartans ·
FC United of Manchester ·
Gainsborough Trinity ·
Guiseley ·
Hebburn Town ·
Hyde United ·
Ilkeston Town ·
Lancaster City ·
Leek Town ·
Macclesfield ·
Matlock Town ·
Mickleover ·
Morpeth Town ·
Prescot Cables ·
Stockton Town ·
Warrington Rylands 1906 ·
Whitby Town ·
Workington ·
Worksop Town